# Hrabstwo Hertford
Hrabstwo Hertford (ang. Hertford County) – hrabstwo w stanie Karolina Północna w Stanach Zjednoczonych.

## Geografia
Według spisu z 2000 roku obszar całkowity hrabstwa obejmuje powierzchnię 360 mil2 (932,4 km²), z czego 353 mile2 (914,27 km²) stanowią lądy, a 7 mil2 (18,13 km²) stanowią wody. Według szacunków United States Census Bureau w roku 2012 miało 24 438 mieszkańców. Jego siedzibą administracyjną jest Winton.

### Miasta
- Ahoskie
- Cofield (wieś)
- Como
- Harrellsville
- Murfreesboro
- Winton

### Sąsiednie hrabstwa
- Hrabstwo Southampton, Wirginia (północ)
- Hrabstwo Gates, Karolina Północna (wschód)
- Hrabstwo Chowan, Karolina Północna (południowy wschód)
- Hrabstwo Bertie, Karolina Północna (południe)
- Hrabstwo Northampton, Karolina Północna (zachód)